# Án lệ 28/2019/AL
Án lệ 28/2019/AL về tội giết người trong trạng thái tinh thần bị kích động mạnh là án lệ công bố thứ 28 thuộc lĩnh vực hình sự của Tòa án nhân dân tối cao tại Việt Nam, được Hội đồng Thẩm phán Tòa án nhân dân tối cao thông qua, Chánh án Tối cao Nguyễn Hòa Bình ra quyết định công bố ngày 9 tháng 9 năm 2019, và có hiệu lực cho tòa án các cấp trong cả nước nghiên cứu, áp dụng trong xét xử từ ngày 10 tháng 10 năm 2019. Án lệ 28 dựa trên nguồn là Quyết định giám đốc thẩm số 16 ngày 25 tháng 9 năm 2018 của Hội đồng Thẩm phán Tòa án nhân dân, giữ nguyên quyết định sơ thẩm của Tòa án nhân dân tỉnh Đắk Lắk tối cao về vụ án giết người, nội dung xoay quanh trạng thái bị kích động mạnh về tinh thần; và mất khả năng tự chủ.
Trung vụ án, bị cáo Trần Văn Chuẩn và bị hại Nguyễn Hồng Quang là bạn của nhau, cùng chơi game tại quán internet. Trong quá trình chơi, hai bên có mâu thuẫn về tiền, bị hại mượn tiền không được, dẫn tới hành động gây thương tích cho bị cáo. Từ đây hai bên ẩu đả dẫn tới cái chết của bị hại. Trải qua quá trình xét xử, vụ án được chọn làm án lệ để xác nhận việc định vị tội danh của bị cáo giữa loại hình tội giết người và tội giết người trong trạng thái tinh thần bị kích động mạnh.

## Nội dung vụ án

### Tình tiết
Khoảng 23 giờ 30 phút ngày 3 tháng 11 năm 2016, Trần Văn Chuẩn đang chơi game ở quán Internet Su Su thuộc Thôn 1A, xã Cư Ni, huyện Ea Kar, tỉnh Đắk Lắk thì bạn là Nguyễn Hồng Quang gọi điện thoại hỏi Chuẩn đang ở đâu. Khi biết Chuẩn đang chơi game ở quán internet, Quang cũng đến và vào chơi ở máy số sáu. Trong lúc chơi game, Quang nhiều lần đến chỗ Chuẩn ngồi hỏi mượn tiền, nhưng Chuẩn nói không có tiền. Một lúc sau, Quang đến chỗ Chuẩn đưa hai chiếc điện thoại di động của mình nói Chuẩn cầm cố để mượn tiền, Chuẩn vẫn không đồng ý nên Quang bỏ về chỗ của mình tiếp tục ngồi chơi game. Khoảng 15 phút sau, Quang đi đến chỗ Chuẩn nói: Anh không tin em sao, giúp em đi. Chuẩn trả lời: Anh không có tiền thật mà, mày làm ơn đi chỗ khác để anh chơi. Quang bèn chửi: Địt mẹ mày, nhớ mặt tao. Chuẩn nghe vậy không nói gì, Quang bỏ về chỗ máy của mình.
Ít phút sau, Quang đi đến chỗ Chuẩn đang chơi game, tay phải đấm mạnh một cái vào má trái của Chuẩn làm chảy máu. Bị đánh, Chuẩn tức giận lấy dao Thái Lan có sẵn trên bàn giữa hai máy vi tính, rồi cầm dao bằng tay phải đứng lên ghế mình ngồi. Thấy vậy, Quang lao đến, Chuẩn dùng dao quơ ngang qua lại trúng vào mặt Quang làm chảy máu. Quang xông đến dùng hai tay kéo Chuẩn xuống ghế, sau đó dùng hai tay kẹp cổ Chuẩn theo tư thế phần đầu của Chuẩn ở phía sau lưng Quang, còn phần hai tay, thân người và hai chân của Chuẩn ở phía trước người Quang. Bị Quang kẹp cổ, Chuẩn dùng tay trái nắm vào phần hông bên phải Quang, còn tay phải Chuẩn cầm dao Thái Lan đâm một nhát trúng ngực Quang. Lúc này, Nguyễn Hải Quốc đang chơi game thấy vậy chạy đến giật con dao trên tay Chuẩn vứt vào góc quán. Lúc này Quang bị ngã xuống nền nhà, sau đó Chuẩn và một số người có mặt trong quán đưa Quang đến bệnh viện cấp cứu.

### Khám nghiệm
Đến ngày 4 tháng 11 năm 2016, Quang tử vong. Ngay sau đó, Chuẩn đến Công an huyện Ea Kar đầu thú. Kết quả khám nghiệm tử thi Nguyễn Hồng Quang ghi nhận: vùng trán trái phía trên lông mày có vết rách da hình khe, dài 0,7 cm. Đỉnh mũi có vết rách da hình khe dài 2,0 cm, sâu 0,4 cm; cách vết này 3,0 cm tại môi trên có vết rách da hình khe dài 2,0 cm. Mép phải có vết rách da hình khe dài 3,0 cm, sâu 0,8 cm. Ba vết rách da tạo đường thẳng không liên tục hướng từ trên xuống dưới, từ trái qua phải. Ngực phải cách núm vú phải 3,5 cm về phía dưới, cách đường giữa 9,0 cm có vết xây xát da nằm ngang hình khe dài 1,3 cm. Ngực trái cách gót chân trái 120 cm, cách đường giữa 5,0 cm có vết rách da dài 2,5 cm, hở rộng 1,0 cm, nằm ngang hướng từ trái sang phải, từ trước ra sau, từ ngoài vào trong.
Tại bản kết luận giám định pháp y tử của Phòng Kỹ thuật hình sự Công an tỉnh Đắk Lắk, kết luận: nguyên nhân tử vong của Nguyễn Hồng Quang là vết thương thấu ngực trái gây nên thương tổn xuyên tim dẫn đến tim ngừng đập và mất máu suy tuần hoàn cấp không hồi phục. Tại bản kết luận pháp y thương tích ngày 4 tháng 1 năm 2017 của Trung tâm pháp y tỉnh Đắk Lắk kết luận: Trần Văn Chuẩn bị chấn thương vùng má trái với thương tích 2%. Trước khi xét xử sơ thẩm, gia đình Trần Văn Chuẩn đã bồi thường cho gia đình người bị hại 95 triệu đồng.

## Xét xử

### Sơ thẩm
Ngày 9 tháng 5 năm 2017, tại trụ sở ở số 04 đường Lê Duẩn, phường Tự An, thành phố Buôn Ma Thuột, phiên hình sự sơ thẩm đã diễn ra, Tòa án nhân dân tỉnh Đắk Lắk áp dụng các điều khoản của Bộ luật Hình sự 1999, xử phạt bị cáo Trần Văn Chuẩn 2,5 năm tù về tội giết người trong trạng thái tinh thần bị kích động mạnh; căn cứ Bộ luật Dân sự 2005, buộc bị cáo phải bồi thường cho gia đình người bị hại số tiền 122,6 triệu đồng, đã bồi thường 95 triệu đồng, còn lại phải bồi thường 27,6 triệu đồng; buộc cấp dưỡng cho cháu Nguyễn Hồng M (con của nạn nhân) 600.000 đồng/tháng; đối với con mới sinh của Nguyễn Hồng Quang, vợ nạn nhân là Lại Thị Minh T có quyền khởi kiện về yêu cầu cấp dưỡng bằng một vụ án dân sự khác khi có yêu cầu. Ngoài ra, Tòa án cấp sơ thẩm còn quyết định về xử lý vật chứng, án phí và tuyên quyền kháng cáo theo quy định của pháp luật.

### Phúc thẩm
Ngày 22 tháng 5 năm 2017, người đại diện hợp pháp của người bị hại là Lại Thị Minh T kháng cáo đề nghị áp dụng hình phạt tội giết người đối với Trần Văn Chuẩn và tăng hình phạt; đồng thời, đề nghị tăng mức cấp dưỡng đối với cháu Nguyễn Hồng M và yêu cầu xác định trách nhiệm cấp dưỡng cho con mới sinh của nạn nhân Quang là cháu Hải Đ (sinh ngày 29 tháng 4 năm 2017). Ngày 24 tháng 5 năm 2017, bị cáo Trần Văn Chuẩn kháng cáo xin giảm hình phạt. Ngày 10 tháng 8 năm 2017, phiên phúc thẩm diễn ra tại trụ sở tòa ở số 372 đường Núi Thành, phường Hoà Cường Bắc, quận Hải Châu, thành phố Đà Nẵng. Tòa án nhân dân cấp cao tại Đà Nẵng căn cứ Bộ luật Tố tụng hình sự 2015, tuyên: không chấp nhận kháng cáo của bị cáo Trần Văn Chuẩn. Chấp nhận kháng cáo của người đại diện hợp pháp của người bị hại, sửa bản án sơ thẩm về trách nhiệm hình sự: xử phạt Trần Văn Chuẩn nảy năm tù về tội giết người. Tuyên hủy một phần bản án hình sự sơ thẩm liên quan đến trách nhiệm cấp dưỡng nuôi con của người bị hại; giao hồ sơ cho Tòa án nhân dân tỉnh Đắk Lắk giải quyết lại theo quy định của pháp luật.
Ngày 14 tháng 9 năm 2017, Tòa án nhân dân tỉnh Đắk Lắk quyết định buộc Trần Văn Chuẩn có nghĩa vụ cấp dưỡng cho hai cháu Nguyễn Hồng M và Nguyễn Hải Đ, mỗi cháu 650.000 đồng/tháng.

### Kháng nghị
Ngày 22 tháng 5 năm 2018, Chánh án Tòa án nhân dân tối cao Nguyễn Hòa Bình quyết định kháng nghị bản án hình sự phúc thẩm của Tòa án nhân dân cấp cao tại Đà Nẵng và đề nghị Hội đồng Thẩm phán Tòa án nhân dân tối cao xét xử giám đốc thẩm hủy bản án hình sự phúc thẩm nêu trên về phần trách nhiệm hình sự đối với Trần Văn Chuẩn và giao hồ sơ vụ án cho Tòa án nhân dân cấp cao tại Đà Nẵng để xét xử phúc thẩm lại.

## Giám đốc thẩm
Ngày 25 tháng 9 năm 2018, với yêu cầu kháng nghị của Chánh án Tối cao và sự nhất trí của Viện Kiểm sát, Hội đồng Thẩm phán tối cao đã mở phiên xét xử giám đốc thẩm tại trụ sở tòa ở số 48 đường Lý Thường Kiệt, quận Hoàn Kiếm, Hà Nội. Tại phiên tòa giám đốc thẩm, đại diện Viện kiểm sát nhân dân tối cao đề nghị Hội đồng Thẩm phán Tòa án nhân dân tối cao chấp nhận kháng nghị của Chánh án Tòa án nhân dân tối cao, hủy bản án phúc thẩm, giữ nguyên quyết định của bản án sơ thẩm về phần tội danh và hình phạt đối với Trần Văn Chuẩn.

### Nhận định của Tòa án
Về tội danh: căn cứ vào lời khai của Trần Văn Chuẩn phù hợp với lời khai của các nhân chứng Lê Hữu N1, Nguyễn Văn N2 có cơ sở xác định nguyên nhân xảy ra sự việc bắt nguồn từ lỗi của người bị hại Nguyễn Hồng Quang. Quang đã có một chuỗi hành vi liên tục tác động đến Trần Văn Chuẩn như hỏi vay tiền, Chuẩn trả lời không có tiền, Quang chửi Chuẩn, Chuẩn không nói gì, tiếp đó Quang đến chỗ Chuẩn ngồi đấm vào mặt Chuẩn (gây thương tích 2%). Sau khi bị đấm, Chuẩn lấy con dao (dùng để gọt trái cây, có sẵn trên bàn) rồi đứng lên ghế quơ qua quơ lại (thể hiện Chuẩn không có ý định tấn công Quang mà nhằm ngăn chặn sự tấn công của Quang), nhưng Quang bất chấp Chuẩn đang cầm dao vẫn lao vào và kéo Chuẩn xuống khỏi ghế, kẹp cổ Chuẩn. Trong tư thế bị khống chế, phần đầu của Chuẩn bị kẹp ở phía sau lưng Quang, hai tay, chân và thân người của Chuẩn ở phía trước người Quang, Chuẩn đã dùng tay phải đang cầm dao đâm vào ngực Quang, gây ra cái chết cho nạn nhân.
Tòa án cấp phúc thẩm nhận định Trần Văn Chuẩn bị kích động về tinh thần, nhưng chưa đến mức bị kích động mạnh, là chưa xem xét khách quan, toàn diện nguyên nhân, quá trình diễn biến của sự việc cũng như mức độ nghiêm trọng, liên tục của hành vi trái pháp luật của người bị hại, từ đó chuyển tội danh từ giết người trong trạng thái tinh thần bị kích động mạnh sang giết người đối với Trần Văn Chuẩn là không đúng.

### Quyết định
Từ những nhận định này, Hội đồng xét xử Hội đồng Thẩm phán Tòa án nhân dân tối cao căn cứ Bộ luật Tố tụng hình sự 2015, ra quyết định: hủy bản án hình sự phúc thẩm của Tòa án nhân dân cấp cao tại Đà Nẵng về phần trách nhiệm hình sự (tội danh, hình phạt và án phí) đối với Trần Văn Chuẩn; giữ nguyên quyết định của bản án hình sự sơ thẩm ngày 9 tháng 5 năm 2017 của Tòa án nhân dân tỉnh Đắk Lắk về phần trách nhiệm hình sự đối với Trần Văn Chuẩn.